# Eiskunstlauf-Weltmeisterschaften 1989
Die 79. Eiskunstlauf-Weltmeisterschaften fanden vom 14. bis 19. März 1989 im Palais omnisports in der französischen Hauptstadt Paris statt.

## Ergebnis

### Herren
| Platz              | Sportler              | Land                   |
| ------------------ | --------------------- | ---------------------- |
| 1                  | Kurt Browning         | Kanada                 |
| 2                  | Christopher Bowman    | Vereinigte Staaten     |
| 3                  | Grzegorz Filipowski   | Polen                  |
| 4                  | Alexander Fadejew     | Sowjetunion            |
| 5                  | Petr Barna            | Tschechoslowakei       |
| 6                  | Wiktor Petrenko       | Sowjetunion            |
| 7                  | Daniel Doran          | Vereinigte Staaten     |
| 8                  | Oliver Höner          | Schweiz                |
| 9                  | Michael Slipchuk      | Kanada                 |
| 10                 | Cameron Medhurst      | Australien             |
| 11                 | Makoto Kano           | Japan                  |
| 12                 | Daniel Weiss          | BR Deutschland         |
| 13                 | Axel Médéric          | Frankreich             |
| 14                 | Dmitri Gromow         | Sowjetunion            |
| 15                 | András Száraz         | Ungarn                 |
| 16                 | Mirko Eichhorn        | DDR                    |
| 17                 | Ralf Burghart         | Österreich             |
| 18                 | Alessandro Riccitelli | Italien                |
| 19                 | Peter Johansson       | Schweden               |
| 20                 | Henrik Walentin       | Dänemark               |
| Kür nicht erreicht |                       |                        |
| 21                 | Christian Newberry    | Vereinigtes Königreich |
| 22                 | Jung Sung-il          | Südkorea               |
| 23                 | Iwo Svec              | BR Deutschland         |
| 24                 | Oula Jaaskelainen     | Finnland               |
| 25                 | David Liu             | Chinesisch Taipeh      |
| 26                 | Boiko Alexijew        | Bulgarien              |
| 27                 | Alexandre Geers       | Belgien                |
| Z                  | Ricardo Olavarrieta   | Mexiko                 |

- Z = Zurückgezogen

### Damen
| Platz                       | Sportlerin         | Land                   |
| --------------------------- | ------------------ | ---------------------- |
| 1                           | Midori Itō         | Japan                  |
| 2                           | Claudia Leistner   | BR Deutschland         |
| 3                           | Jill Trenary       | Vereinigte Staaten     |
| 4                           | Patricia Neske     | BR Deutschland         |
| 5                           | Natalja Lebedewa   | Sowjetunion            |
| 6                           | Kristi Yamaguchi   | Vereinigte Staaten     |
| 7                           | Evelyn Großmann    | DDR                    |
| 8                           | Natalja Gorbenko   | Sowjetunion            |
| 9                           | Beatrice Gelmini   | Italien                |
| 10                          | Surya Bonaly       | Frankreich             |
| 11                          | Karen Preston      | Kanada                 |
| 12                          | Simone Lang        | DDR                    |
| 13                          | Yvonne Pokorny     | Österreich             |
| 14                          | Tamara Téglássy    | Ungarn                 |
| 15                          | Junko Yaginuma     | Japan                  |
| 16                          | Charlene Wong      | Kanada                 |
| 17                          | Željka Čižmešija   | Jugoslawien            |
| 18                          | Yvonne Gómez       | Spanien                |
| 19                          | Helene Persson     | Schweden               |
| 20                          | Petra Vonmoos      | Schweiz                |
| Kurzprogramm nicht erreicht |                    |                        |
| 21                          | Tracy Brook        | Australien             |
| 22                          | Lily-Lyoonjung Lee | Südkorea               |
| 23                          | Louisa Danskin     | Vereinigtes Königreich |
| 24                          | Anisette Torp-Lind | Dänemark               |
| 25                          | Jacqueline Soames  | Vereinigtes Königreich |
| 26                          | Mari Niskanen      | Finnland               |
| 27                          | Swetelina Jankowa  | Bulgarien              |
| 28                          | Diana Marcos       | Mexiko                 |
| Z                           | Charuda Upatham    | Thailand               |
| Z                           | Sandy Suy          | Belgien                |

- Z = Zurückgezogen

### Paare
| Platz | Sportler                                | Land                   |
| ----- | --------------------------------------- | ---------------------- |
| 1     | Jekaterina Gordejewa / Sergei Grinkow   | Sowjetunion            |
| 2     | Cindy Landry / Lyndon Johnston          | Kanada                 |
| 3     | Jelena Betschke / Denis Petrow          | Sowjetunion            |
| 4     | Peggy Schwarz / Alexander König         | DDR                    |
| 5     | Kristi Yamaguchi / Rudy Galindo         | Vereinigte Staaten     |
| 6     | Jelena Kwitschenko / Raschid Kadyrkajew | Sowjetunion            |
| 7     | Isabelle Brasseur / Lloyd Eisler        | Kanada                 |
| 8     | Natalie Seybold / Wayne Seybold         | Vereinigte Staaten     |
| 9     | Anuschka Gläser / Stefan Pfrengle       | BR Deutschland         |
| 10    | Danielle Carr / Stephen Carr            | Australien             |
| 11    | Cheryl Peake / Andrew Naylor            | Vereinigtes Königreich |

### Eistanz
| Platz              | Sportler                                | Land                   |
| ------------------ | --------------------------------------- | ---------------------- |
| 1                  | Marina Klimowa / Sergei Ponomarenko     | Sowjetunion            |
| 2                  | Maja Ussowa / Alexander Schulin         | Sowjetunion            |
| 3                  | Isabelle Duchesnay / Paul Duchesnay     | Frankreich             |
| 4                  | Klára Engi / Attila Tóth                | Ungarn                 |
| 5                  | Susan Wynne / Joseph Druar              | Vereinigte Staaten     |
| 6                  | Larissa Fjodorinowa / Jewgeni Platow    | Sowjetunion            |
| 7                  | Stefania Calegari / Pasquale Camerlengo | Italien                |
| 8                  | Karyn Garossino / Rodney Garossino      | Kanada                 |
| 9                  | Sharon Jones / Paul Askham              | Vereinigtes Königreich |
| 10                 | Andrea Juklová / Martin Šimeček         | Tschechoslowakei       |
| 11                 | Michelle McDonald / Mark Mitchell       | Kanada                 |
| 12                 | Dominique Yvon / Frédéric Palluel       | Frankreich             |
| 13                 | Susanna Rahkamo / Petri Kokko           | Finnland               |
| 14                 | Andrea Weppelmann / Hendryk Schamberger | BR Deutschland         |
| 15                 | Anna Croci / Luca Mantovani             | Italien                |
| 16                 | Małgorzata Grajcar / Andrzej Dostatni   | Polen                  |
| 17                 | Krisztina Kerekes / Csaba Szentpétery   | Ungarn                 |
| 18                 | Diane Gerenscer / Bernard Columberg     | Schweiz                |
| 19                 | Kaoru Takino / Kenji Takino             | Japan                  |
| Kür nicht erreicht |                                         |                        |
| 20                 | Monica MacDonald / Duncan Smart         | Australien             |
| 21                 | Ursula Holik / Herbert Holik            | Österreich             |
| 22                 | Park Kyung-sook / Han Seung-jong        | Südkorea               |
| 23                 | Petja Gawasowa / Nikolai Tonew          | Bulgarien              |
| Z                  | April Sargent / Russ Witherby           | Vereinigte Staaten     |

- Z = Zurückgezogen

## Medaillenspiegel
| Platz | Land               | Gold | Silber | Bronze | Gesamt |
| ----- | ------------------ | ---- | ------ | ------ | ------ |
| 1     | Sowjetunion        | 2    | 1      | 1      | 4      |
| 2     | Kanada             | 1    | 1      | –      | 2      |
| 3     | Japan              | 1    | –      | –      | 1      |
| 4     | Vereinigte Staaten | –    | 1      | 1      | 2      |
| 5     | BR Deutschland     | –    | 1      | –      | 1      |
| 6     | Frankreich         | –    | –      | 1      | 1      |
| 6     | Polen              | –    | –      | 1      | 1      |